# Space City Kicks
Space City Kicks è il 15° album in studio long playing di Robert Pollard, membro fondatore dei Guided by Voices; venne pubblicato nel 2011 negli Stati Uniti d'America sia in vinile che in CD dalla Guided By Voices Inc..

## Tracce
Lato A
1. Mr. Fantastic Must Die
2. Space City Kicks
3. Blowing like a Sunspot
4. I Wanna Be Your Man in the Moon
5. Sex She Said
6. One More Touch
7. Picture a Star
8. Something Strawberry
9. Follow a Loser

Lato B
1. Children Ships
2. Stay Away
3. Gone Hoping
4. Into It
5. Tired Life
6. Touch Me in the Right Place at the Right Time
7. Woman to Fly
8. Getting Going
9. Spill the Blues

## Musicisti
- Todd Tobias: basso, batteria, percussioni, chitarra, tastiere
- Robert Pollard: voce e chitarra